# Gian Pietro Beghelli
Gian Pietro Beghelli (Castello di Serravalle, 15 gennaio 1945) è un imprenditore italiano.
Nei primi anni '70 ha intrapreso l'attività di terzista specializzato in assemblaggi elettronici, lavorando per importanti aziende elettroniche ed elettromeccaniche dell'Emilia-Romagna. Nel 1982 ha fondato l'azienda Beghelli, che inizialmente produceva apparecchiature per l’illuminazione di emergenza. In seguito la produzione si è diversificata in vari settori dell'elettronica e dell'elettrotecnica, portando alla nascita di aziende indipendenti.
Attualmente Gian Pietro Beghelli ricopre le cariche di Presidente ed Amministratore delegato della Beghelli S.p.A e della Elettronica Cimone S.r.l, oltre ad incarichi operativi in altre aziende del gruppo Beghelli.
Nel 2012 ha ricevuto il Premio Capo D'Orlando nella sezione "scienza e industria".